# Laigueglia
Laigueglia – miejscowość i gmina we Włoszech, w regionie Liguria, w prowincji Savona, nad Morzem Liguryjskim.
W roku 2012 gminę zamieszkiwało 1789 osób.
Kręcono tutaj ujęcia plenerowe do filmu Atramentowe serce.

## Miasta partnerskie
- Höhr-Grenzhausen (od 1972)
- Semur-en-Auxois (od 2000)
- La Thuile (od 2013)